# Pokot (peuple)
Les Pokot sont une population d'Afrique de l'Est, vivant principalement à l'ouest du Kenya, également en Ouganda.

## Ethnonymie
Selon les sources et le contexte, on observe différentes formes : Bawgott, Kimukon, Pakot, Pokot, Pokots, Pokwut, Souk, Suks, Upe.

## Langues
Leur langue est le pökot, une langue kalenjin. Le nombre total de locuteurs est estimé à 334 000, dont 264 000 au Kenya en 1994 et 70 400 en Ouganda lors du recensement de 2002. Le swahili et l'anglais sont également utilisés.

### Filmographie
- Pokot, vers l'âge d'homme, film documentaire réalisé par Kire Godal et produit par Essential Films, États-Unis, 2007, 50 min (diffusé en France sur la chaîne de télévision National Geographic)